# Giacomo Luigi Brignole
Giacomo Luigi Brignole (ur. 8 maja 1797 w Genui, zm. 23 czerwca 1853 w Rzymie) – włoski kardynał.

## Życiorys
Urodził się 8 maja 1797 roku w Genui. Studiował na La Sapienzy, gdzie uzyskał doktorat utroque iure. Po przyjęciu święceń kapłańskich był wicelegatem w Ferrarze, a następnie referendarzem Najwyższego Trybunału Sygnatury Apostolskiej i protonotariuszem apostolskim. 15 marca 1830 roku został wybrany tytularnym arcybiskupem Nazianzus, a trzynaście dni później przyjął sakrę. Jednocześnie został mianowany asystentem Tronu Papieskiego i nuncjuszem w Toskanii. Trzy lata później zrezygnował z nuncjatury i został skarbnikiem generalnym Kamery Apostolskiej. 20 stycznia 1834 roku został kreowany kardynałem prezbiterem i otrzymał kościół tytularny San Giovanni a Porta Latina. 11 czerwca 1847 roku został podniesiony do rangi kardynała biskupa i otrzymał diecezję suburbikarną Sabiny. W 1849 roku został prefektem Kongregacji Indeksu i pełnił ten urząd do śmierci, która nastąpiła 23 czerwca 1853 roku w Rzymie.